# Nima Nakisa
Nima Nakisa (Teheran, 1º maggio 1975) è un ex calciatore iraniano, di ruolo portiere.

## Carriera
Ha sempre militato in squadre iraniane, ad eccezione di un biennio trascorso nei campionati di Albania e Grecia.
Conta 13 presenze con la nazionale iraniana, con cui ha esordito il 13 novembre 1996 in amichevole contro il Libano.
Nel luglio 2023 ha assunto la presidenza dello Zob Ahan.